# Kreis Mettmann (bis 1929)
Der Kreis Mettmann war ein preußischer Landkreis im Regierungsbezirk Düsseldorf. Er bestand zunächst von 1816 bis 1820 innerhalb der Provinz Jülich-Kleve-Berg und dann von 1861 bis 1929 innerhalb der Rheinprovinz.

## Verwaltungsgeschichte

### Der Kreis Mettmann von 1816 bis 1820
Bis 1813 hatte das Gebiet in Nachfolge des bergischen Amts Mettmann zum 1806 gegründeten Großherzogtum unter Napoleons Schwager Joachim Murat gehört. Nach der militärischen Niederlage der Franzosen in der Völkerschlacht von Leipzig zogen sich diese 1813 aus dem Großherzogtum vollständig zurück. 1814 kam das Großherzogtum als Generalgouvernement Berg kommissarisch unter preußische Verwaltung und wurde im Wiener Kongreß 1815 endgültig Preußen zugeschlagen. Für das Generalgouvernement Berg begann Preußen bereits Ende 1813 seine eigenen Verwaltungsstrukturen auszuarbeiten und einzuführen; ein Vorgang, der 1816 mit der Bildung des Regierungsbezirks Düsseldorf und seiner Einteilung in Kreise abgeschlossen wurde.
Der neue Kreis Mettmann umfasste die bereits während der Franzosenzeit gegründeten Bürgermeistereien Haan, Hardenberg, Mettmann, Velbert und Wülfrath sowie Sonnborn, das ursprünglich zur Bürgermeisterei Elberfeld gehört hatte und nun der Bürgermeisterei Haan zugeordnet wurde. Am 1. November 1820 wurde der Kreis Mettmann wieder aufgelöst und in den ebenfalls 1816 gegründeten Kreis Elberfeld eingegliedert.

### Der Kreis Mettmann von 1861 bis 1929
Am 1. Juni 1861 schieden Barmen und Elberfeld als neue Stadtkreise aus dem Kreis Elberfeld aus. Gleichzeitig wurde aus dem verbleibenden Teil des Kreises Elberfeld ein neuer Kreis Mettmann mit Sitz in der Stadt Mettmann gebildet. Der neue Kreis Mettmann umfasste zunächst dreizehn Städte und Gemeinden:
| Bürgermeisterei | Städte und Gemeinden (1864)                                       |
| --------------- | ----------------------------------------------------------------- |
| Haan            | Ellscheid, Gruiten, Haan, Millrath, Obgruiten, Schöller, Sonnborn |
| Hardenberg      | Hardenberg                                                        |
| Kronenberg      | Kronenberg (Stadt)                                                |
| Langenberg      | Langenberg (Stadt)                                                |
| Mettmann        | Mettmann (Stadt)                                                  |
| Velbert         | Velbert (Stadt)                                                   |
| Wülfrath        | Wülfrath (Stadt)                                                  |

In der Folgezeit erfolgten verschiedene Änderung der Verwaltungsstruktur:
- Sonnborn wurde 1868 zu einer eigenen Bürgermeisterei erhoben.[7]
- Ellscheid wurde 1876 nach Haan eingemeindet.[8]
- Die Kreisbehörden wurden 1877 wegen günstigerer Verkehrsverhältnisse nach Sonnborn-Vohwinkel verlegt, ohne dass damit eine Namensänderung des Kreises verbunden war.
- Die Gemeinde Oberbonsfeld aus dem westfälischen Landkreis Bochum wurde 1881 in die Stadt Langenberg eingemeindet.[9]
- Der Ostteil der Gemeinde Sonnborn mit dem namensgebenden Ort Sonnborn wurde 1888 in den Stadtkreis Elberfeld umgemeindet.[10] Der im Kreis Mettmann verbliebene Gemeindeteil bildete seitdem die Gemeinde und Bürgermeisterei Vohwinkel.[11]
- Am 1. April 1894 wurden die Gemeinden Gruiten, Obgruiten, Millrath und Schöller aus der Bürgermeisterei Haan herausgelöst und bildeten die neue Bürgermeisterei Gruiten. Gleichzeitig wurde Obgruiten nach Gruiten eingemeindet.[12][13]
- Im Jahr 1897 wurde die neue Bürgermeisterei und Gemeinde Heiligenhaus aus der Stadt Velbert herausgelöst.[14]
- Aus der Gemeinde Hardenberg, die seit dem Ende des 19. Jahrhunderts auch Hardenberg-Neviges genannt wurde, wurden 1899 Teile der Bauerschaften Dilldorf, Rottberg und Voßnacken in die Gemeinde Kupferdreh im Landkreis Essen umgegliedert.[15]
- Vohwinkel trat 1919 Gebietsteile an den Stadtkreis Elberfeld ab.[16]
- Die Gemeinden Haan und Vohwinkel erhielten 1921 das Stadtrecht.[17]
- Die Gemeinde Hardenberg-Neviges erhielt 1922 das Stadtrecht.[18]

Der Kreis Mettmann umfasste in den 1920er Jahren vor seiner Auflösung zwölf Städte und Gemeinden:
| Bürgermeisterei    | Städte und Gemeinden (1927) |
| ------------------ | --------------------------- |
| Gruiten            | Gruiten, Millrath, Schöller |
| Haan               | Haan                        |
| Hardenberg-Neviges | Hardenberg-Neviges (Stadt)  |
| Heiligenhaus       | Heiligenhaus                |
| Kronenberg         | Kronenberg (Stadt)          |
| Langenberg         | Langenberg (Stadt)          |
| Mettmann           | Mettmann (Stadt)            |
| Velbert            | Velbert (Stadt)             |
| Vohwinkel          | Vohwinkel (Stadt)           |
| Wülfrath           | Wülfrath (Stadt)            |

Die aus drei Einzelgemeinden bestehende Bürgermeisterei Gruiten wurde seit 1928 als Amt Gruiten bezeichnet.
Das Gesetz über die kommunale Neugliederung des rheinisch-westfälischen Industriegebiets vom 1. August 1929 bedeutete die erneute Auflösung des Kreises sowie die Änderung vieler Gemeindegrenzen:
- Kronenberg wurde auf die Stadtkreise Barmen-Elberfeld (das spätere Wuppertal) und Remscheid aufgeteilt.
- Vohwinkel wurde in den Stadtkreis Barmen-Elberfeld eingemeindet.
- Haan, Wülfrath und Gruiten gaben Gebietsteile an Barmen-Elberfeld ab.
- Heiligenhaus gab Gebietsteile an den Stadtkreis Essen ab.
- Velbert wurde um einen Teil der aufgelösten Gemeinde Siebenhonnschaften aus dem Landkreis Essen vergrößert.[20]
- Haan, Hardenberg-Neviges, Heiligenhaus, Langenberg, Mettmann, Velbert und Wülfrath sowie das Amt Gruiten wurden dem neu gebildeten Kreis Düsseldorf-Mettmann zugeordnet.

Der Kreis Düsseldorf-Mettmann wurde 1975 im Zuge der nordrhein-westfälischen Kreisgebietsreform neu zugeschnitten und in Kreis Mettmann umbenannt. Er besteht unter diesem Namen bis heute.

## Einwohnerentwicklung
| Jahr | Einwohner | Quelle |
| ---- | --------- | ------ |
| 1816 | 025.509   | [ 21 ] |
|      |           |        |
| 1871 | 055.087   | [ 22 ] |
| 1880 | 064.382   | [ 22 ] |
| 1890 | 075.442   | [ 23 ] |
| 1900 | 092.489   | [ 23 ] |
| 1910 | 115.442   | [ 23 ] |
| 1925 | 125.310   | [ 23 ] |

## Politik

### Landräte von 1816 bis 1820
- 1816–1817: Karl Cappe
- 1817–1820: Franz Joseph von Ritz
- 1817–9999: Carl Theodor von Seyssel d’Aix (auftragsweise)

### Landräte von 1861 bis 1929
- 1861–1872: Alexander von der Goltz
- 1872–1876: Christoph von Tiedemann
- 1876–1877: Gisbert von Bonin (kommissarisch)
- 1877–1883: Ludolf von Estorff
- 1883–1891: Hermann Roehrig
- 1891–1904: Fritz von Scherenberg
- 1904–1929: Walter zur Nieden